# ناري شاكتي بوراسكار

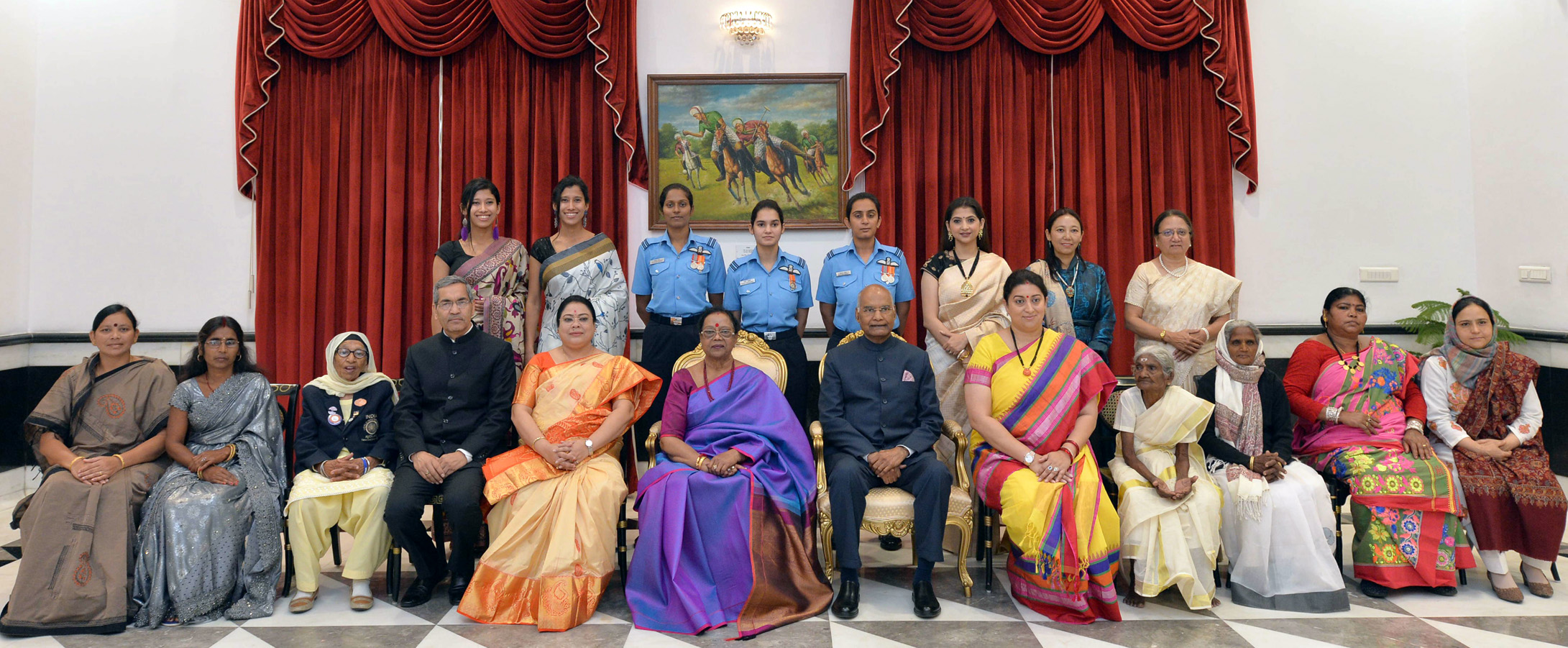
الرئيس الهندي رام نات كوفيند أثناء تسليم الجوائز عام 2019

ناري شاكتي بوراسكار (بالهندية: नारी शक्ति सम्मान) (وتعني حرفياً جائزة قوة المرأة) هي أعلى جائزة مدنية في الهند تمنح لتكريم إنجازات ومساهمات المرأة.
يقوم رئيس الهند بتسلميها سنوياً في الثامن من مارس وهو يوم المرأة العالمي، في مقره الرئاسي قصر راشتراباتي بهافان Rashtrapati Bhavan في العاصمة نيودلهي.
وتبلغ قيمة الجائزة المادية مائة ألف روبية هندية.